# پورتو ناره
پورتو ناره (انگلیسی: Puerto Nare) نام شهری در کشور کلمبیا است.